# Fandom de la science-fiction

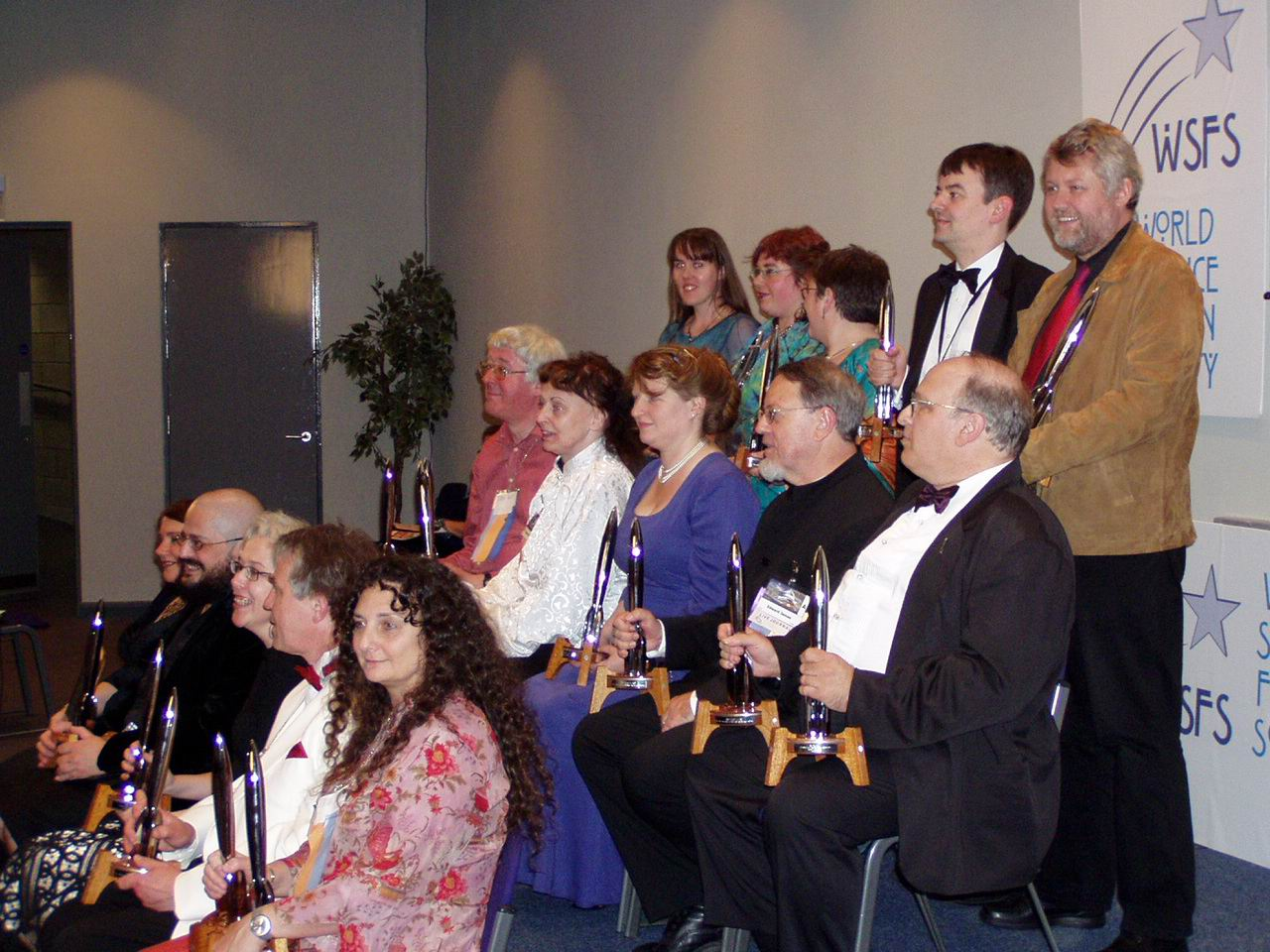
Remise des Prix Hugo à la Worldcon 2005

L'expression fandom de la science-fiction ou fandom SF fait référence à une communauté informelle de personnes dont l'un des intérêts principaux réside dans la science-fiction. Le fandom dispose d'une vie qui lui est propre, ces gens étant en contact les uns avec les autres en raison de cette passion commune, qui se traduit par la publication de fanzines ou l'organisation de conventions. Son importance est telle que l'on peut même le considérer comme une culture ou sous-culture à part entière.
De nombreux auteurs de science-fiction ont commencé à écrire dans des fanzines.

## Historique

### Une origine anglo-saxonne
Le fandom SF commença dans les années 1930 par les pages du courrier des lecteurs de pulps, où étaient à l'époque publiés les textes de science-fiction. Très vite, les fans ne se contentèrent plus de commenter les textes publiés mais envoyèrent aussi leur adresse. Ainsi, puisque leurs coordonnées étaient publiées, ils commencèrent à s'écrire directement les uns aux autres, à se rencontrer entre personnes d'une même ville ou à l'occasion d'un éventuel voyage.
Ces rencontres s'organisèrent en clubs qui publièrent les premiers fanzines, à commencer par The Comet (en), publié par Raymond A. Palmer. Ces publications d'amateurs n'avaient pas toujours la science-fiction comme sujet principal et s'échangeaient autant qu'elles se vendaient. Du strict utilitaire à du quasi-professionnalisme en passant par les recueils d'inepties, on y trouvait de tout.
Le fandom SF, sous ses diverses formes, est responsable de nombres d'innovations parmi lesquelles la musique filk et la Société pour l'Anachronisme Créatif, qui fait le bonheur des médiévistes. Il se mêle souvent à des domaines d'intérêt similaires comme la fantasy, le jeu de rôle, et les comics
Le fandom comprend des sous-groupes de fans qui s'intéressent à un auteur, un genre ou un univers particulier. C'est le cas, par exemple, des fans de Star Trek. Ceux-ci forment une communauté à part et ses membres sont surnommés « Trekkies » ou « Trekkers » par le reste du fandom SF. Le cas des « Trekkies », justement, a fait l'objet d'un film humoristique, Galaxy Quest. De même, les fans de Star Wars sont également très nombreux et organisent chaque année des manifestations uniquement centrées sur cette saga (Star Wars Celebration aux États-Unis) ou laissant également une place aux autres univers de science-fiction et fantastiques (F.A.C.T.S. en Belgique, Générations Star Wars et Science Fiction en France).

### Le fandom SF francophone
En France, les premières réunions de fans se tenaient dans les rares librairies spécialisées, en particulier la librairie La Balance à Paris.
La première convention nationale a eu lieu en 1974 à Clermont-Ferrand.
La même année se tint à Grenoble la deuxième convention européenne de la science-fiction qui fut par la suite considérée comme un véritable passage de relais entre les auteurs français de SF des années 1970 et la nouvelle génération.
La notion de fandom étant associée à celle de subculture, l'existence de cette subculture spécifique à la science-fiction a été interrogée par les acteurs de ce domaine, que ce soit en tant que communauté ou au travers de sa relation à l'underground.
Au Québec, le fandom SF a toujours été lié de près aux fanzines ; le premier noyau de fandom date de la fondation de Requiem en 1974; ont suivi les troupes de Trois-Rivières (avec Imagine...) et de Québec (avec Pour ta belle gueule d'ahuri) en 1979. C'est également en 1979 qu'eut lieu le premier congrès Boréal. Désormais, le fandom québécois tourne beaucoup autour des éditions Les Six Brumes (www.6brumes.com) et des fanzines Brins d'éternité et Nocturne.

### Le fandom à l'heure d'Internet
Depuis quelques années, les newsgroups Usenet, les sites internet ainsi que, encore plus récemment, les blogs (ou journaux en ligne) ont supplanté le fanzine imprimé comme medium de communication, bien que les fanzines les plus populaires continuent leur périple sur papier.

## Les conventions
Une des actions principales, et des plus visibles, du fandom SF est l'organisation de conventions de science-fiction. Ce sont des rassemblements à but non lucratif durant lesquels les fans (parmi lesquels on compte des professionnels de la branche) se retrouvent pour parler de SF et tout simplement se faire plaisir. (Quelques couples de fans anglo-saxons poussent même l'obsession jusqu'à célébrer leur mariage pendant une convention.) Ces conventions varient du rassemblement amateur d'une soirée à l'énorme organisation professionnelle programmée sur plusieurs jours.
Le plus gros événement annuel dans le fandom SF est la Convention « mondiale » (World Science Fiction Convention, WorldCon), principale réunion du fandom SF anglo-saxon depuis plus d'un demi-siècle. C'est à la Mondiale qu'est décerné le Prix Hugo, et la fréquentation atteint fréquemment 8 000 participants ou plus.
Des conventions nationales sont également organisées. Depuis 1974, la convention nationale française de science-fiction (voir cette page pour tout renseignement préalable) se tient chaque année dans diverses villes de France ou - rarement - dans un pays francophone limitrophe. Le site est voté deux ans à l'avance. Le Prix Rosny aîné y est décerné par les participants depuis 1980.
Au Québec, le congrès Boréal décerne le prix du même nom depuis 1974.
La convention européenne de la science-fiction est plutôt une dimension européenne donnée pour une année à une convention existante. Elle existe depuis 1972, et est passée d'un rythme bi-annuel à annuel depuis 1982.

## Les auteurs et le fandom
Beaucoup d'auteurs professionnels se sont d'abord intéressés à la SF en tant que fans ou ont fait leurs débuts dans des fanzines.
C'est le cas dans le monde anglo-saxon, de Ray Bradbury ou Robert Silverberg.
Les premières études critiques en émanent également, telles que celles de Damon Knight.
En France Roland C. Wagner a, entre autres, documenté la naissance du fandom français et certains publient encore leur propre fanzine et/ou contribuent à ceux publiés par d'autres. Enfin, internet aidant, des webzines ont pris la relève pour diffuser informations et textes d'auteurs. Citons notamment ActuSF et Le Cafard cosmique.
Alain Pelosato a publié un livre Fandom dans lequel il raconte son vécu du fandom en tant qu'éditeur et directeur de Science fiction magazine.

## Les fanfictions
Les fanfictions (mot valise composé du mot "fan" et "fiction") sont des histoires écrites par les fans sur une série en particulier. Il existe différents types de fanfictions, comme les UA (univers alternatif), où les personnages sont placés dans un autre univers. Les Cross-Over mélangent quant à eux plusieurs séries (ex : Supernatural, où Sherlock Holmes et le Docteur Who forment SuperWhoLock). Les personnages des séries respectives se rencontrent, interagissent dans le même univers, voire à la même époque. Les DeathFic ont une finalité d'assombrir l'oeuvre originale. Dans ces fics, les personnages secondaires vont mourir et souvent le personnage principal de la fic les rejoindra dans l'au-delà.
Des sites sont créés pour partager ces fanfictions, comme FanFiction.Net qui regroupe des fanfictions dans toutes les langues ou fanfiction-fr.net pour les fanfictions françaises.